# 村
村 est un sinogramme et un kanji composé de 7 traits et fondé sur le radical 木 (arbre). Il signifie village ou hameau.
Cūn en est la transcription en pinyin du sinogramme 村. Il se lit ソン (son) en lecture on et むら (mura) en lecture kun. Il fait partie des kyōiku kanji de 1re année.
Son Unicode est 6751.

## Exemples
- 村人 (murabito) : villageois.
- 村民 (sonmin) : villageois.

## Crédit d'auteurs
- Cet article est partiellement ou en totalité issu de l'article intitulé « 村 (sinogramme) » (voir la liste des auteurs).